# Changan CS55 Plus
Changan CS55 Plus — компактный кроссовер, выпускающийся с 2019 года китайской компанией Changan. Представляет собой дальнейшее развитие Changan CS55.

## Первое поколение (2019—2021)
Первое поколение автомобилей Changan CS55 Plus было представлено в июле 2019 года параллельно с Changan CS75 Plus. На китайском рынке модель продаётся с ноября 2019 года. С 15 июля 2020 года также производится электромобиль Changan CS55 EV. В сентябре 2021 года обновлённая версия получила название CS55 Blue Whale Edition.

### Технические характеристики
|                              | 1.5T                       | 1.5T                       |
| ---------------------------- | -------------------------- | -------------------------- |
| Годы производства            | 11.2019—09.2021            | с 09.2021                  |
| Расположение цилиндров       | R4                         | R4                         |
| Объём                        | 1499 см³                   | 1494 см³                   |
| Мощность при об/мин−1        | 115 кВт (156 л. с.) / 5500 | 132 кВт (180 л. с.) / 5500 |
| Крутящий момент при об/мин−1 | 225 Н*м / 2000–4000        | 300 Н*м / 1250–3500        |
| Привод                       | Передний                   | Передний                   |
| Трансмиссия                  | 6-скор. МКПП               | 6-скор. МКПП               |
| Трансмиссия (опционально)    | (6-скор. АКПП)             | (7-скор. DCT)              |
| Максимальная скорость        |                            | 190 км/ч                   |
| Расход топлива (л/100 км)    | 7,0 л (7,2 л)              | 5,7 л (6,2 л)              |
| Объём бака                   | 58 л                       | 58 л                       |

### Галерея

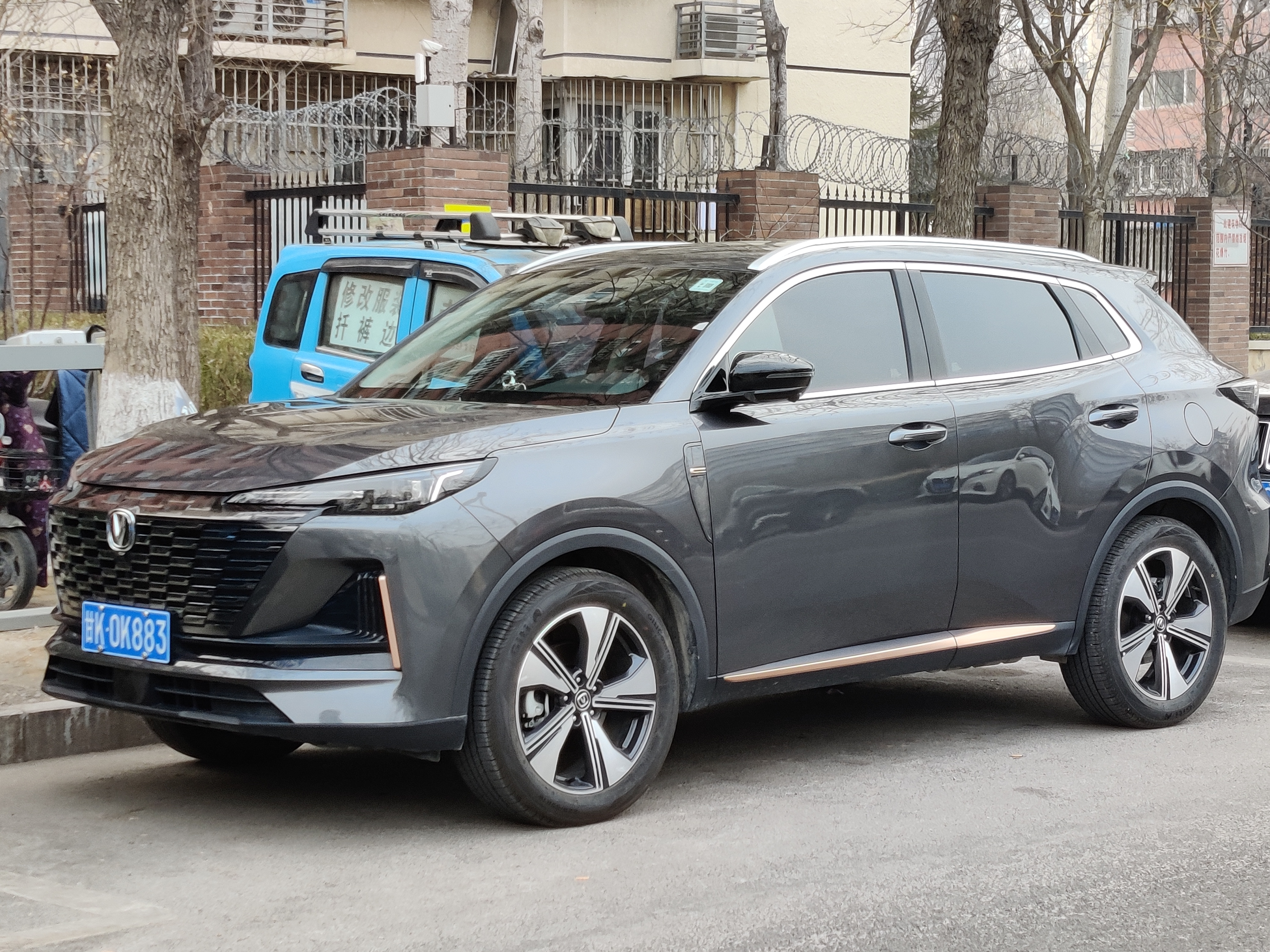
Вид спереди
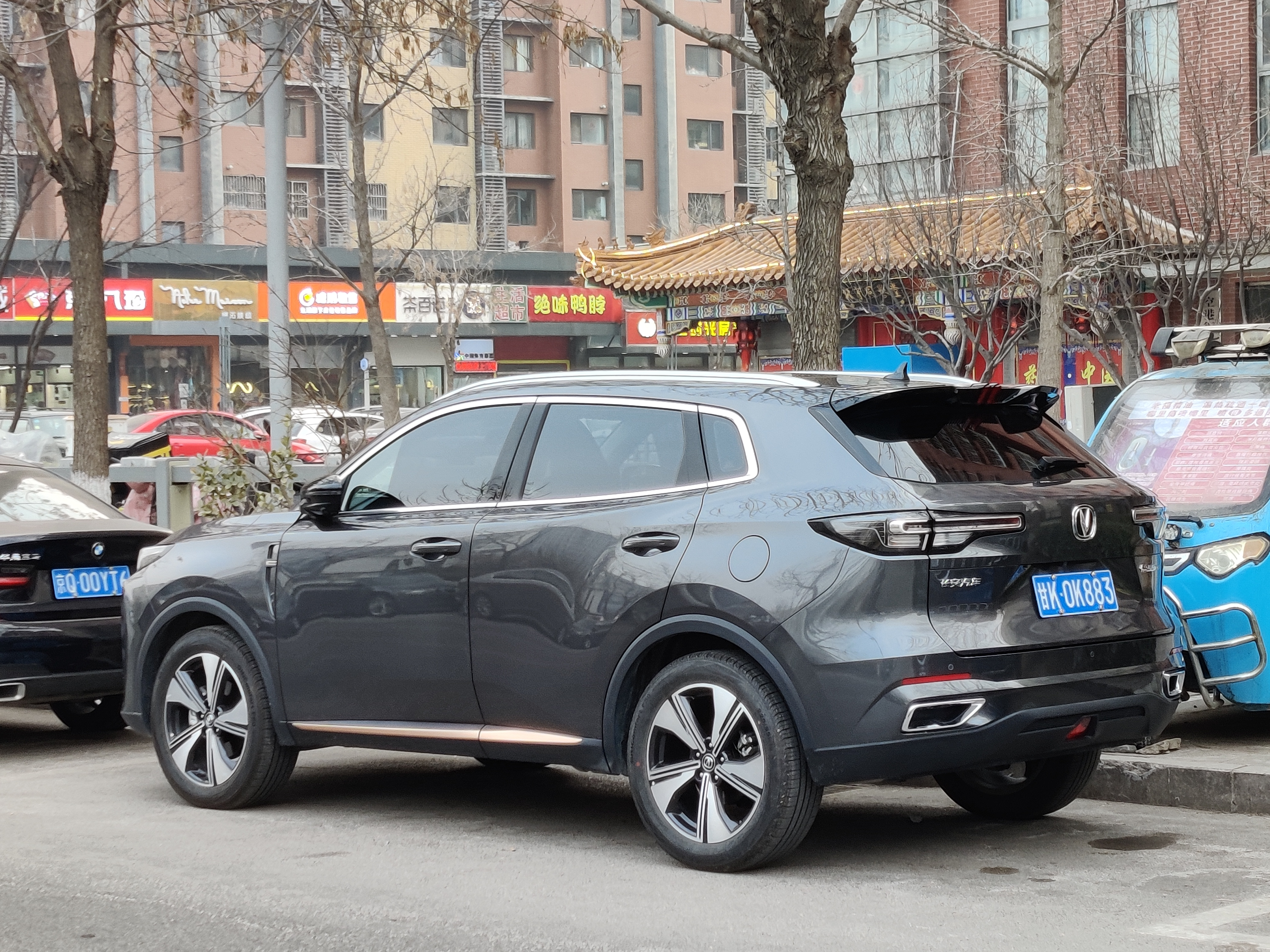
Вид сзади

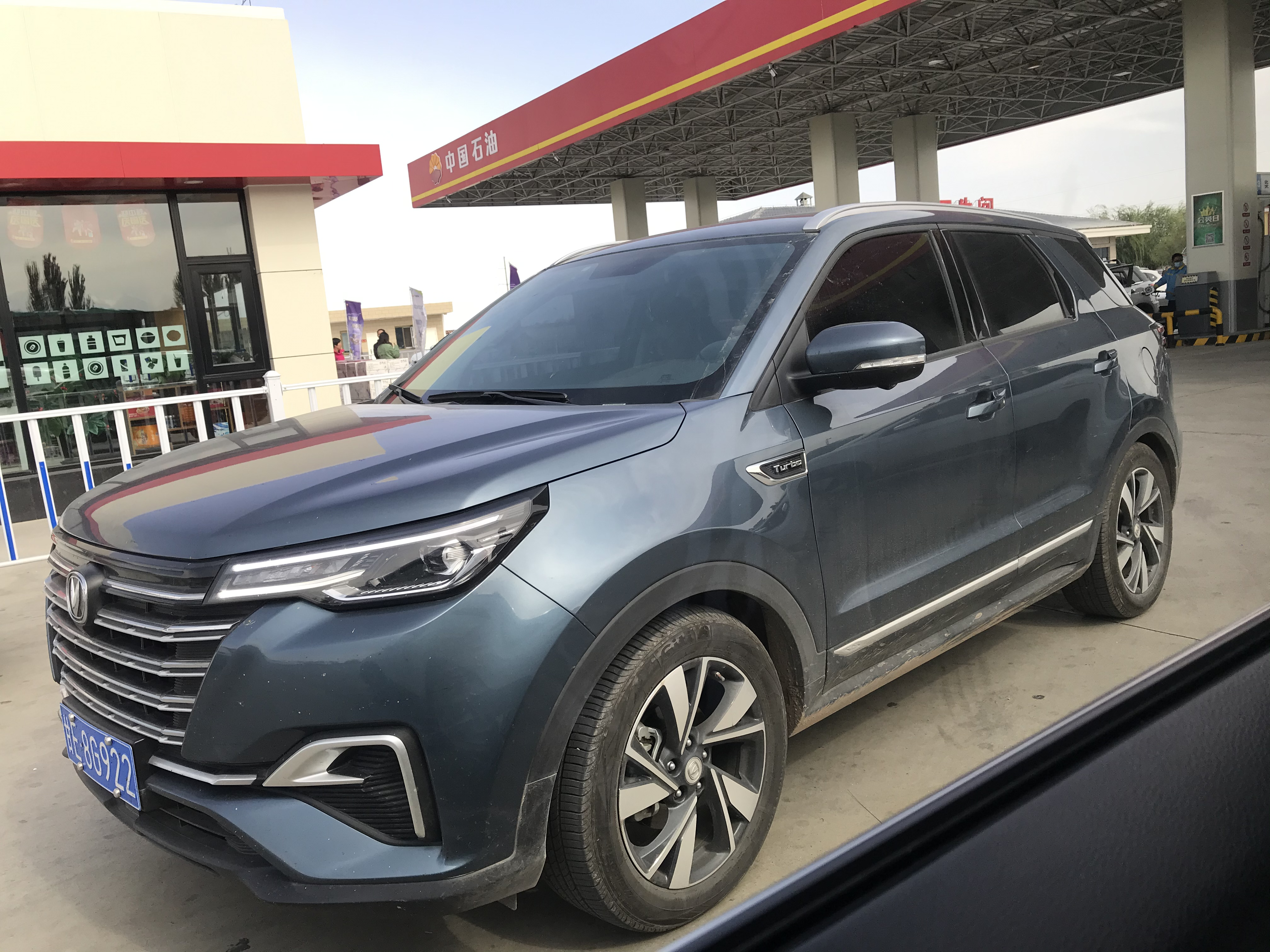
Вид спереди
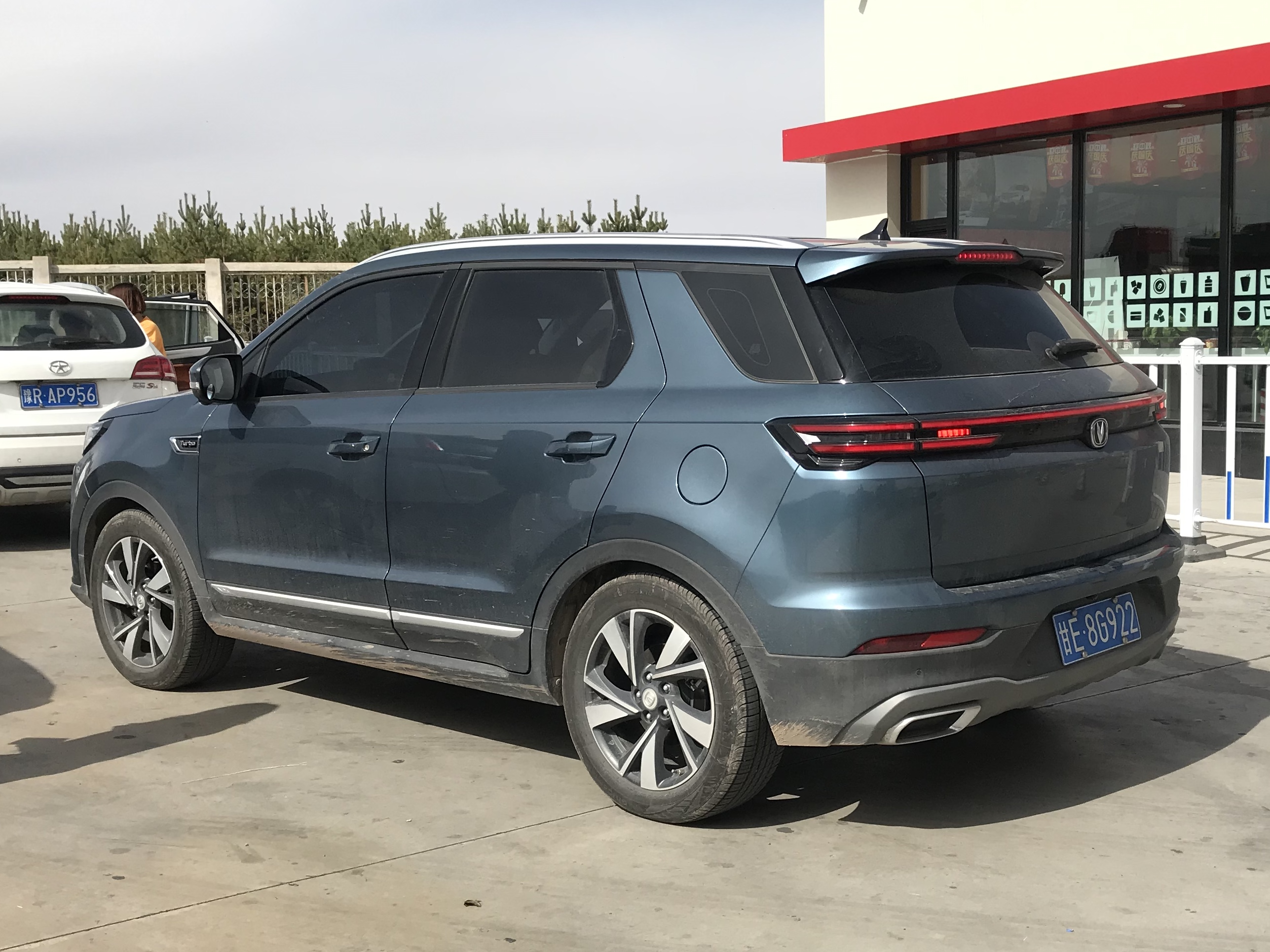
Вид сзади
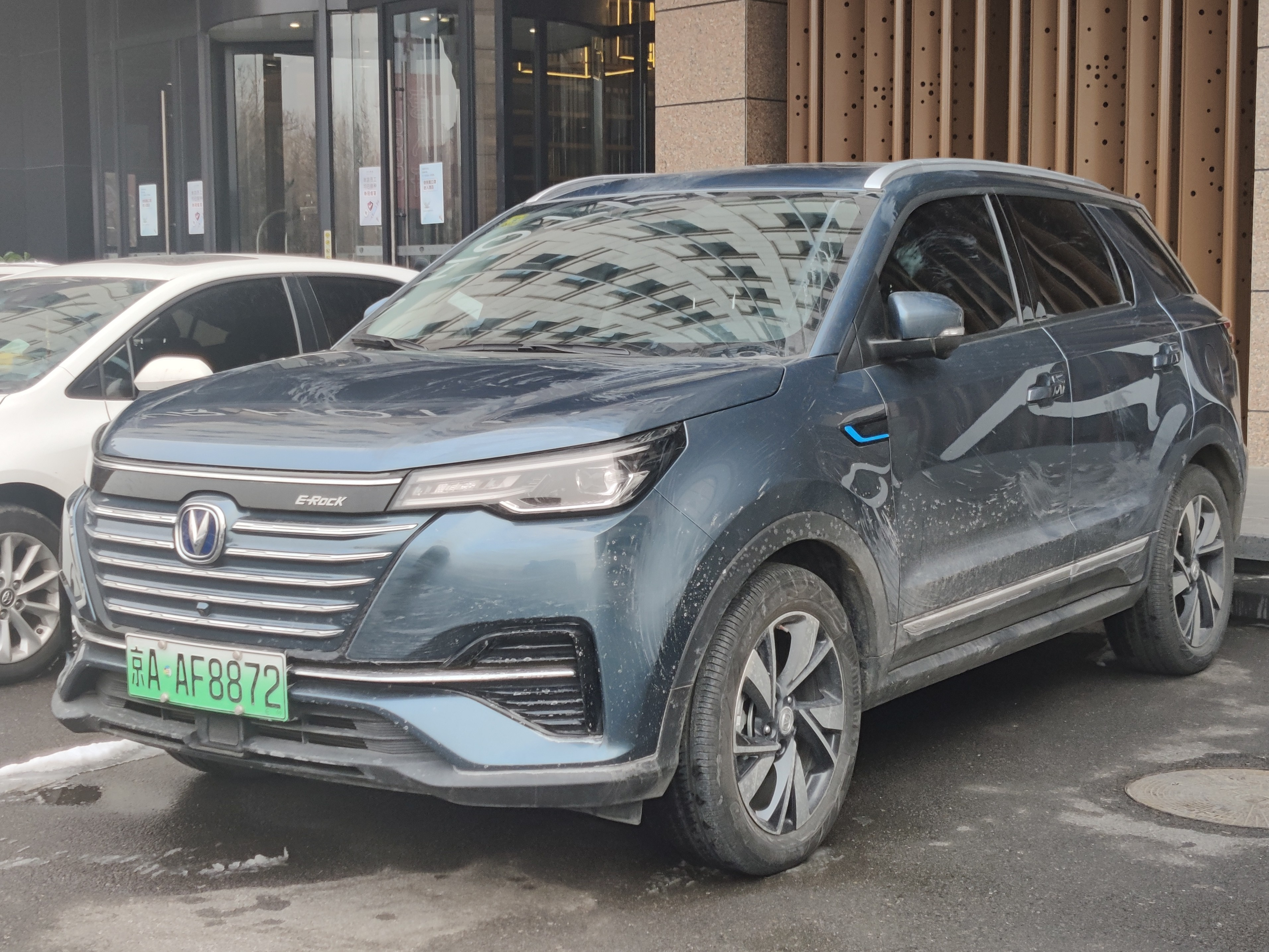
Changan CS55 EV

## Второе поколение (Plus II; с 2021)
О производстве Changan CS55 Plus II было объявлено в марте 2021 года. На китайский рынок модель поступила в сентябре 2021 года. В России модель продаётся с декабря 2022 года. С 2024 года называется UNI-S.

### Технические характеристики
|                              | 1.5T (Россия)              | 1.5T (Китай)               |
| ---------------------------- | -------------------------- | -------------------------- |
| Годы производства            | с 12.2022                  | с 09.2021                  |
| Расположение цилиндров       | R4                         | R4                         |
| Объём                        | 1494 см³                   | 1494 см³                   |
| Мощность при об/мин−1        | 133 кВт (181 л. с.) / 5500 | 138 кВт (188 л. с.) / 5500 |
| Крутящий момент при об/мин−1 | 280 Н*м / 1500–4000        | 300 Н*м / 1500–4000        |
| Привод                       | Передний                   | Передний                   |
| Трансмиссия                  | 7-скор. DCT                | 7-скор. DCT                |
| Максимальная скорость        | 190 км/ч                   | 190 км/ч                   |
| Разгон до 100 км/ч           |                            | 8,1 сек.                   |
| Расход топлива (л/100 км)    |                            | 5,9 л                      |
| Объём бака                   | 55 л                       | 55 л                       |

### Галерея
- Вид спереди
- Вид сзади

## Продажи в Европе
В 2024 году в Беларуси компания Лозанж получила статус эксклюзивного дистрибьютора легковых автомобилей Changan. Первые партии Changan Uni-S поступят к концу года.

## Продажи в России
| Год  | Продажи |
| 2024 | 31 640  |